# Фраєнбессінген
Фраєнбессінген (нім. Freienbessingen) — громада в Німеччині, розташована в землі Тюрингія. Входить до складу району Киффгойзер.
Площа — 8,75 км2. Населення становить 212 ос. (станом на 31 грудня 2021).